# Yasin Çakmak
Batuhan Çakmak (6 janvier 1990 à Konya en Turquie - ) est un footballeur turc.

## Biographie
Il a commencé sa carrière à Çaykur Rizespor et a joué pour ce club de 2003 à 2007.
Il fut transféré à Fenerbahce le 7 août 2007. Au cours de la saison 2007-2008, il a joué contre Denizlispor et a fait une remarquable assiste à Ali Bilgin avec la tête pour faire gagner son équipe.
Le 12 avril 2006, il a joué sur équipe nationale contre l'Azerbaïdjan.
En été 2009, il fut transféré au Sivasspor en échange de Fabio Bilica. 